# Копетон світлочеревий
Копето́н світлочеревий (Myiarchus cinerascens) — вид горобцеподібних птахів родини тиранових (Tyrannidae). Мешкає в США і Мексиці.

## Опис
Довжина птаха становить 19-22 см, розмах крил 30-32 см, вага 20-37 г. Виду не притаманний статевий диморфізм. Верхня частина тіла оливково-коричнева, голова з коротким чубом дещо темніша. Груди сірі, живіт жовтуватий. Крила і хвіст рудувато-коричневі.

## Підвиди
Виділяють два підвиди:
- M. c. cinerascens (Lawrence, 1851) — південний захід США, захід Мексики;
- M. c. pertinax Baird, SF, 1860 — південь півострова Каліфорнія.

## Поширення і екологія
Світлочереві копетони гніздяться в сухих чагарникових заростях, порослих чагарником пасовиськах, в прибережних лісах і рідколіссях на заході США та на півночі і в центрі Мексики, на висоті до 2200 м над рівнем моря. Взимку птахи мігрують до південної Мексики та на тихоокеанське узбережжя Центральної Америки. Популяції, що мешкають на півострові Каліфорнія і на узбережжі Каліфорнійської затоки ведуть осілий спосіб життя. Поодиноких світлочеревих копетонів можна зустріти поза межами основного ареалу поширення птаха — на півдні Канади, на сході США та на карибських островах, таких як Сен-П'єр і Мікелон.

## Поведінка
Світлочереві копетони харчуються здебільшого комахами, яких ловлять, пікіруючи на них з крони дерева. Також птахи доповнюють свій раціон дрібними плодами і ягодами, а іноді невеликими плазунами і гризунами.

## Паразити
Світлочеревий копетон є хазяїном низки паразитів, зокрема кліщів Tyranninyssus callinectoides (для якого він є типовим хазяїном) і Syringophilopsis tyranni.